# T.J. Dillashaw
T.J. Dillashaw, właśc. Tyler Jeffrey Dillashaw (ur. 7 lutego 1986 w Sonorze) – amerykański zawodnik mieszanych sztuk walki (MMA), dwukrotny mistrz UFC w wadze koguciej z 2014 i 2017.

## Kariera MMA

### Wczesna kariera
Swój debiut w klatce zanotował w marcu 2010 roku na gali King of the Cage, gdzie pokonał innego debiutanta Czara Sklavosa na punkty. Do końca roku stoczył jeszcze trzy walki na lokalnych galach w Kalifornii, wszystkie wygrywając przed czasem.

### The Ultimate Fighter
W marcu 2011 roku wziął udział w 14 edycji reality-show The Ultimate Fighter, gdzie nagrodą za zwycięstwo jest kontrakt z UFC. Dillashaw doszedł do finału, który miał miejsce 3 grudnia 2011, lecz uległ w nim Johnowi Dodsonowi przez techniczny nokaut.

### UFC
Mimo porażki w TUF-ie podpisał kontrakt z UFC i już 15 lutego 2012 stoczył walkę w organizacji z Walelem Watsonem z którym wygrał przez jednogłośną decyzję sędziów. Jeszcze w tym samym roku wchodził do klatki dwukrotnie, najpierw na gali UFC on Fuel TV: Munoz vs. Weidman która odbyła się 11 lipca pokonał Vaughana Lee, poddając go duszeniem zza pleców następnie 16 marca na dużej, numerowanej gali UFC 158 ciężko nokautując ciosem kolanem Isseia Tamurę w 26. sekundzie drugiej rundy.
20 kwietnia 2013 zmierzył się z Brazylijczykiem Hugo Vianą. Dillashaw pokonał rywala przez TKO pod koniec 1. rundy. W październiku stoczył pojedynek z o wiele bardziej doświadczonym zawodnikiem z Brazylii – Raphaelem Assunção. Amerykanin przegrał niejednogłośnie na punkty ten pojedynek, notując drugą porażkę w karierze. Dillashaw i Assunção otrzymali bonus finansowy po 50 tys. USD w ramach walki wieczoru.
Na początku 2014 roku Dillashaw stanął twarzą w twarz Mikiem Eastonem którego ostatecznie pokonał jednogłośną decyzją sędziów. Po tym zwycięstwie Dillashawowi dano szansę stoczenia walki o pas mistrzowski w wadze koguciej który był w posiadaniu Brazylijczyka Renana Barão. Do mistrzowskiego boju doszło 24 maja 2014 na gali UFC 173. Dillashaw skazywany przez wielu ekspertów na szybką przegraną już w 1. rundzie posłał mistrza na deski. Przez następne rundy, Barão nie mógł dojść do siebie w związku z presją jaką wywierał na niego Dillashaw. Ostatnia 5. runda okazała się kulminacyjna, Amerykanin trafił pod siatką zmęczonego Barão wysokim kopnięciem w głowę i serią ciosów po których padł na deski, zmuszając sędziego do przerwania starcia. Niespełna cztery lata od debiutu w MMA, Dillashaw został mistrzem największej organizacji na świecie. Amerykanin otrzymał po walce podwójny bonus finansowy, za walkę wieczoru oraz występ wieczoru czyli w sumie 100 tys. USD.
30 lipca 2014 roku miał się odbyć rewanż Dillashaw vs Barão lecz na dzień przed galą, w czasie ścinania wagi przed oficjalnym ważeniem Brazylijczyk zasłabł i został przewieziony do szpitala. By walka wieczoru w ogóle się odbyła, na ostatnią chwilę w ramach zastępstwa został zakontraktowany były mistrz Bellatora Joe Soto który ostatecznie przetrwał do 5. rundy z mistrzem w której został ciężko znokautowany. 
25 lipca 2015 stoczył zaległy, rewanżowy pojedynek z Barão który wygrał przez TKO w 4. rundzie mistrzowskiego starcia broniąc drugi raz tytuł. 17 stycznia 2016 po wyrównanym starciu, stracił mistrzostwo na rzecz byłego mistrza Dominicka Cruza. 
Po dwóch punktowych zwycięstwach nad Raphael Assunção w rewanżu (9 lipca 2016) i Johnem Linekerem (30 grudnia 2016) ponownie stał się pretendentem do mistrzostwa wagi koguciej. 8 lipca 2017 miał się zmierzyć o mistrzostwo z ówczesnym posiadaczem tytułu Codym Garbrandtem jednak do walki nie doszło z powodu kontuzji której nabawił się mistrz. Ostatecznie walka została przeniesiona na 4 listopada 2017 na galę UFC 217 podczas której Dillashaw znokautował Cody'ego Garbrandta w drugiej rundzie i został ponownie mistrzem kat. do 61 kg.
4 sierpnia 2018 podczas UFC 227 ponownie pokonał Cody'ego Garbrandta przed czasem (TKO) w pierwszej rundzie, udanie broniąc tytułu.
W grudniu 2022 ogłosił zakończenie sportowej kariery.

## Osiągnięcia

### Mieszane sztuki walki
- 2011: finalista The Ultimate Fighter 14 w wadze koguciej
- 2014–2016: mistrz UFC w wadze koguciej
- 2017-2019 : mistrz UFC w wadze koguciej

- 2014: World MMA Awards - Zaskoczenie Roku przeciwko Renanowi Barão (UFC 173)[8]

### Amatorskie zapasy
- California Interscholastic Federation[1][9]
  - 2003, 2004: CIF All-State
  - 2004: CIF High School State Championship – 2. miejsce